# Arlene hurrikán (2005)
Az Arlene trópusi ciklon egy szokatlanul nagy és korán keletkező trópusi ciklon volt a 2005-ös atlanti-óceáni hurrikánszezonban. Ez volt az évad első vihara.
Az Arlene trópusi ciklon Honduras közelében keletkezett június 8-án, és észak felé mozgott. Június 10-én elérte Kuba nyugati partjait, majd továbbhaladt az Egyesült Államok partjai felé. Folyamatosan erősödött a szél sebessége, már majdnem elérte a hurrikán fokozatot, amikor a floridai Panhandle közelében partot ért. A szárazföld felett veszített erejéből és tovább folytatta az útját az Egyesült Államok belseje felé. Az Arlene csak egy halálos áldozatot követelt, és csekély károkat okozott.

## Vihartörténet

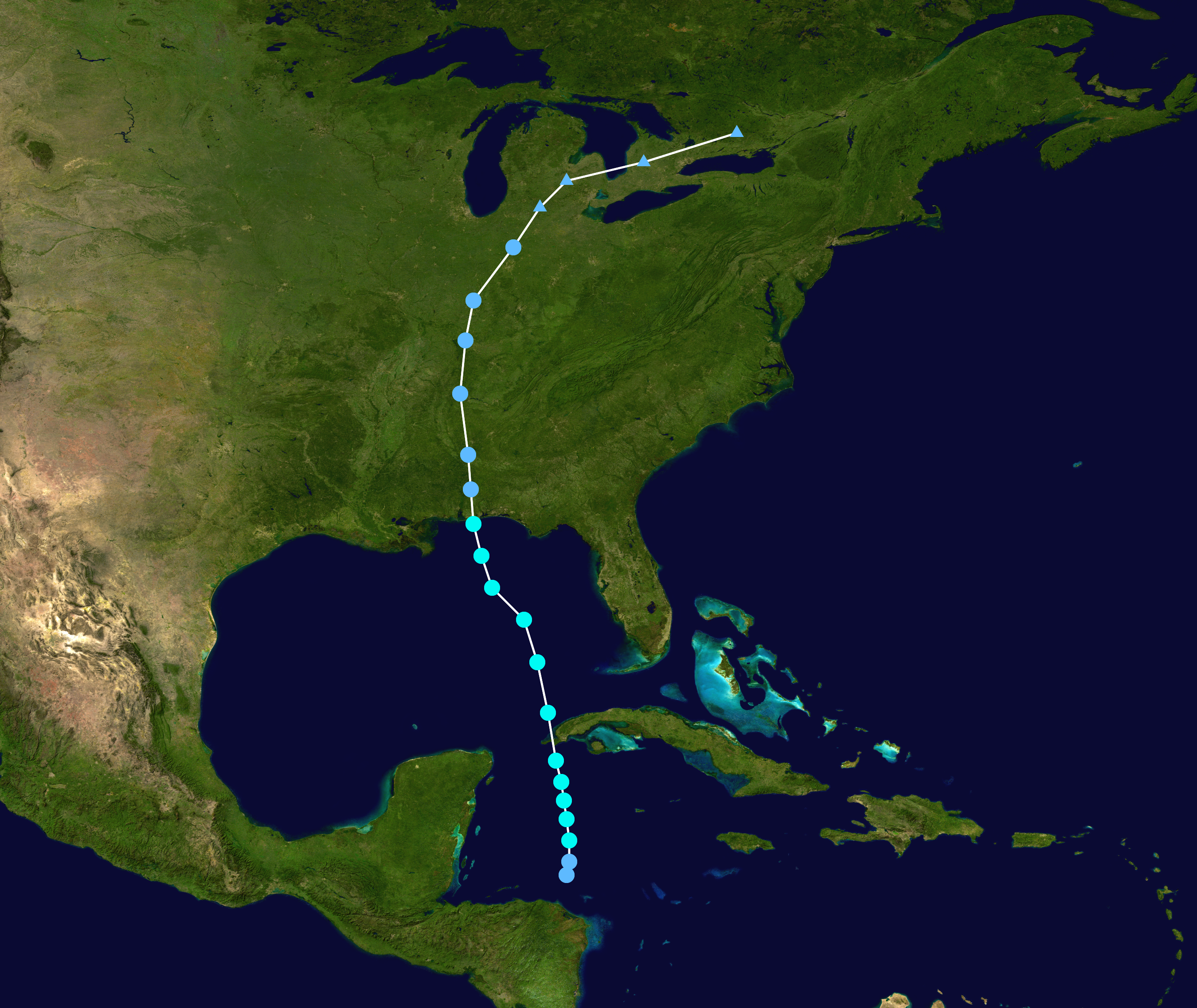
A hurrikán nyomvonala

A szezon elején - körülbelül két hónappal korábban, mint 2004-ben - egy alacsony nyomású terület formálódott Hondurastól északra. A jelentős szélnyírás ellenére ez a terület június 8-án trópusi depresszióvá alakult. Még aznap a depresszió tovább folytatta útját Kuba nyugati része felé, de ez egy nagyon nagy és gyengén szerveződött rendszer volt. A meteorológusok hangsúlyozták, hogy a vihar útvonala erősen bizonytalanná válhat.
E bizonytalanság nélkül a vihar útvonalát pontosan meg tudták határozni. Amint a szélnyírás megszűnt, a depresszió folyamatosan erősödött és június 9-én Arlene trópusi viharrá alakult. Nagyon nagy területen okozott jelentős csapadékot. A Kajmán-szigetekről trópusi vihar erejű szelet és jelentős mennyiségű csapadékot jelentettek, pedig ez 240 km-re keletre volt a vihar központjától. Június 10-én áthaladt Kuba nyugati csücske felett 85 km/h-s széllökéseket okozva.

Arlene maximális erősségének közelében

Az Arlene tovább haladt a Mexikói-öböl felé és egyre csak erősödött. Maximális szélsebessége elérte a 110 km/h-t, ekkor, ha egy kicsit tovább erősödik, elérhette volna a minimális hurrikán erősségét, de ez nem következett be, mert a központba áramló száraz levegő a vihart legyengítette. Június 11-én délután a floridai Pensacolától nyugatra ért partot 95 km/h-s széllökésekkel. A csapadék és a szél jelentős része a vihar középpontjától északra és keletre volt a legerősebb, ezért a vihar következményeinek nagy részét azelőtt érezni lehetett a szárazföldön, mielőtt a vihar partot ért volna.
Az Arlene volt a legerősebb júniusi vihar, mióta az Allison hurrikán az 1995-ös hurrikánszezonban lecsapott ugyanerre a területre. A nap folyamán az Arlene trópusi depresszióvá gyengült, de megtartotta trópusi viharrendszer jellegét, mialatt haladt az Egyesült Államok belseje felé. Végül június 13-án a michigani Flinttől északkeletre trópusokon kívüli rendszerré alakult, majd a következő nap beleolvadt egy nagyobb rendszerbe.

## Károk
Az egyetlen haláleset, amit a viharnak tulajdonítanak, akkor történt, amikor egy nőt elkapott egy a vihar okozta szakítóáramlat Miami közelében.

### Florida
Az Arlene Florida Keysben 95 km/h-s széllökéseket produkált, melyek 4 házat megrongáltak Lower Matcumbe Keyben. A vihar által keltett dagály 0,38 m volt, ez alatta maradt a megszokottnak. A vihar által keltett hullámok elöntötték a part menti utakat Key Westben. A vihar által okozott kár Florida Keysben összesen 90 000 $ volt.
A vihar Florida Panhandelben jelentős esőzéseket okozott, melynek maximális értéke 216 mm volt. A vihardagály elérte az 1,5 méteres magasságot, ez az erős hullámzással együtt megrongálta a part menti utakat. Az erős szél áramszünetet okozott Walton, Washington és Bay megyékben. A Panhandelben okozott teljes kár 3,5 millió $ volt, ebből egyedül a Pickens erődben okozott kár 2,5 millió $-t tett ki.

### Alabama
Alabamában a vihar 1,2 m magas árhullámot okozott, ez nem idézett elő jelentős károkat a parton. A vihar közepes csapadékhullást eredményezett; a maximális értéket (200 mm-t) a 65-ös út közelében mérték. Az alabamai Mobile térségében 3 óra leforgása alatt 100-150 mm csapadék esett, ennek következtében néhány utat időlegesen elöntött a víz és egyet teljesen elmosott. A szélsebesség 30-50 km/h között mozgott, míg a széllökések sebessége elérte a 95 km/h-t. A szél kidöntött számos fát és villanypóznát, aminek következtében több ezren maradtak áram nélkül több óra hosszára. Számos házban keletkeztek enyhe károk, a veszteségek összértéke 1,7 millió dollárt tett ki.

### Más déli államok
A georgiai Towns Countyban számos települést kiürítettek a heves esőzések hatására kiáradó folyók következtében.
A vihar enyhe esőzést okozott Mississippi állam délkeleti részén, de ennek hatása nem volt jelentős.

### Indiana
A vihar maradéka heves esőzéseket okozott Indiana államban (75mm), ez a csapadékmennyiség a júniusi átlag 85%-át tette ki. Az Arlene okozott két tornádót is az államban. Június 12-én Haydentől délnyugatra egy F1-es tornádó keletkezett. A tornádó megrongált számos házat és fát, az okozott kár elérte a 100 000 $-t.

### New York
Az Arlene beleolvadt egy nem trópusi viharrendszerbe, és jelentős esőzéseket váltott ki New York területén. Egyes területeken a két óra alatt lehullott csapadék mennyisége elérte a 175 mm-t, ez jelentős áradásokat okozott, és több utat megrongált. 20 embert ki kellett költöztetni az otthonukból. Az erős szél számos fát kidöntött és vezetéket megrongált. Az okozott kár elérte a 6,5 millió $-t.